# Kamal
Kamal ist ein männlicher Vorname und Familienname.

## Bedeutung
Kamal ist ein arabischer Name (arabisch كمال, DMG Kamāl). Übersetzt bedeutet er „Die Vollkommenheit“. Auf Hindi bedeutet der Name Lotos; insofern handelt es sich nicht um einen rein arabischen Namen. Die weibliche Form des indischen Vornamens ist Kamala.

### Varianten
- Kemal, Kamâl (türkisch)

## Namensträger

### Vorname
- Kamal Hasan Ali (1921–1993), ägyptischer General und Politiker
- Kamâl Atatürk (1881–1938), erster Präsident der Türkei
- Kamal Charrazi (* 1944), iranischer Politiker
- Kamal Dschumblat (1917–1977), libanesischer Politiker
- Kamal Ganzuri (1933–2021), ägyptischer Politiker
- Kamal Haasan (* 1954), indischer Schauspieler
- Kamal Kohil (* 1971), algerischer Langstreckenläufer
- Kamal Sabri Kolta (1930–2023), ägyptischer Ägyptologe und Medizinhistoriker
- Kamal Messaoudi (1961–1998), algerischer Musiker und Komponist
- Kamal Qureshi (* 1970), dänischer Arzt und Politiker
- Kamal Salibi (1929–2011), arabischer Historiker

### Familienname
- Abubaker Ali Kamal (* 1983), katarischer Hindernis-, Mittel- und Langstreckenläufer
- Ahmed Kamal (Ägyptologe) (1851–1923), ägyptischer Ägyptologe
- Ahmed Kamal (Cricketspieler) (* 1977), Cricketspieler aus Bangladesch
- Ahmed Kamal (Fußballspieler) (* 1981), ägyptischer Fußballspieler
- Amir Kamal (* 1992), sudanesischer Fußballspieler
- Aref Kamal, pakistanischer muslimischer Intellektueller und Diplomat
- Azhar Kamal (* 1966), deutscher Musiker
- Djabir Salim Kamal (* 1982), komorischer Fußballspieler
- Kerem Kamal (* 1999), türkischer Ringer
- Meena Keshwar Kamal (1956–1987), afghanische Frauenrechtlerin
- Mohd Hafiz Kamal (* 1987), malaysischer Fußballspieler
- Mohd Syafiq Kamal (* 1996), malaysischer Squashspieler
- Mostafa Kamalo (* 1995), jordanischer Fußballspieler
- Mustafa Kamal (* 1971), pakistanischer Politiker
- Mustafa Kamal (Sportfunktionär) (* 1947), bangladeschischer Sportfunktionär
- Omar Kamal (* 1993), ägyptischer Fußballspieler
- Samer Kamal (* 1966), jordanischer Taekwondoin
- Schwan Kamal (* 1967), kurdisch-deutscher Bildhauer und Zeichner
- Sayed Kamal († 1935), Afghane, ermordete 1933 den afghanischen Gesandten in Berlin, siehe Sardar Mohammed Aziz Khan
- Shahid Ahmad Kamal (* 1952), pakistanischer Diplomat
- Syed Kamal (1934–2009), pakistanischer Schauspieler
- Trisutji Kamal (1936–2021), indonesische Komponistin und Musikpädagogin